# McLaren MP4-12C

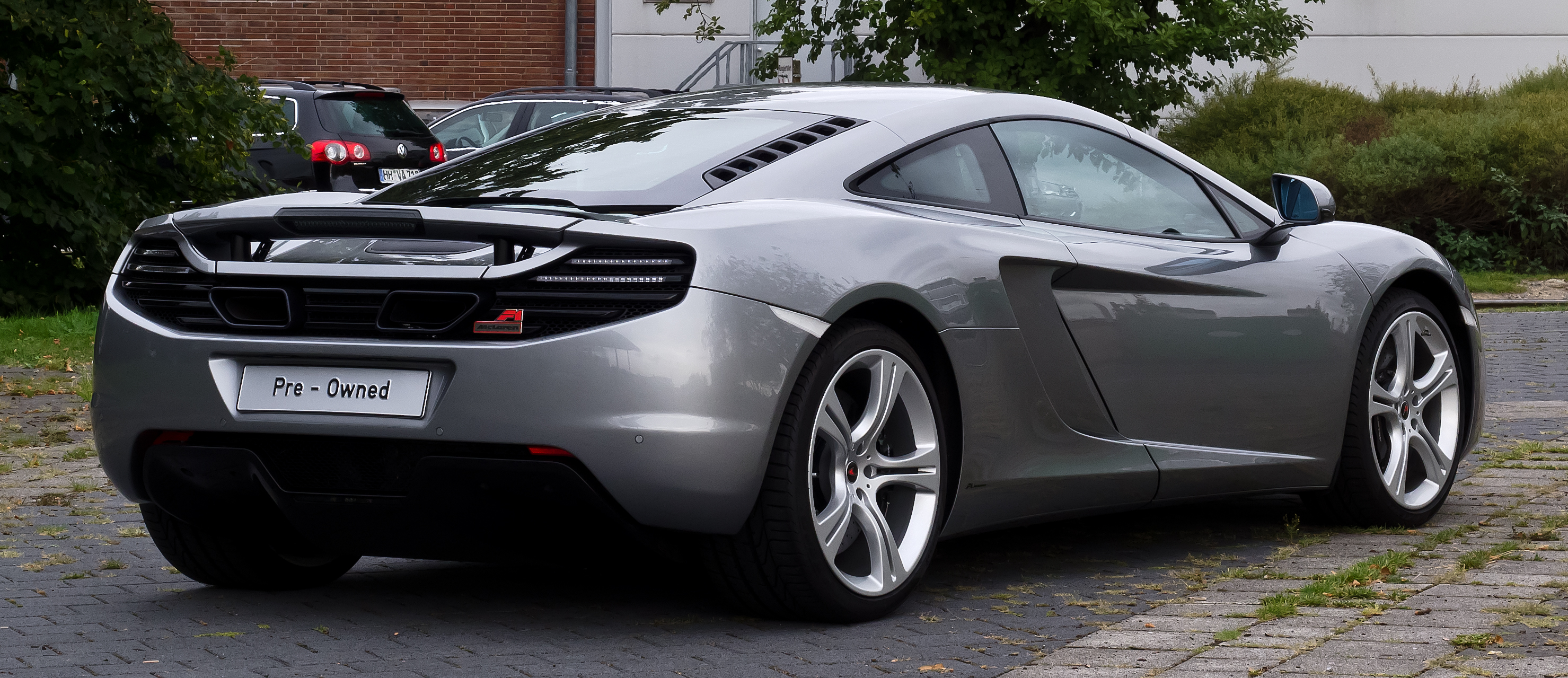
Heckansicht

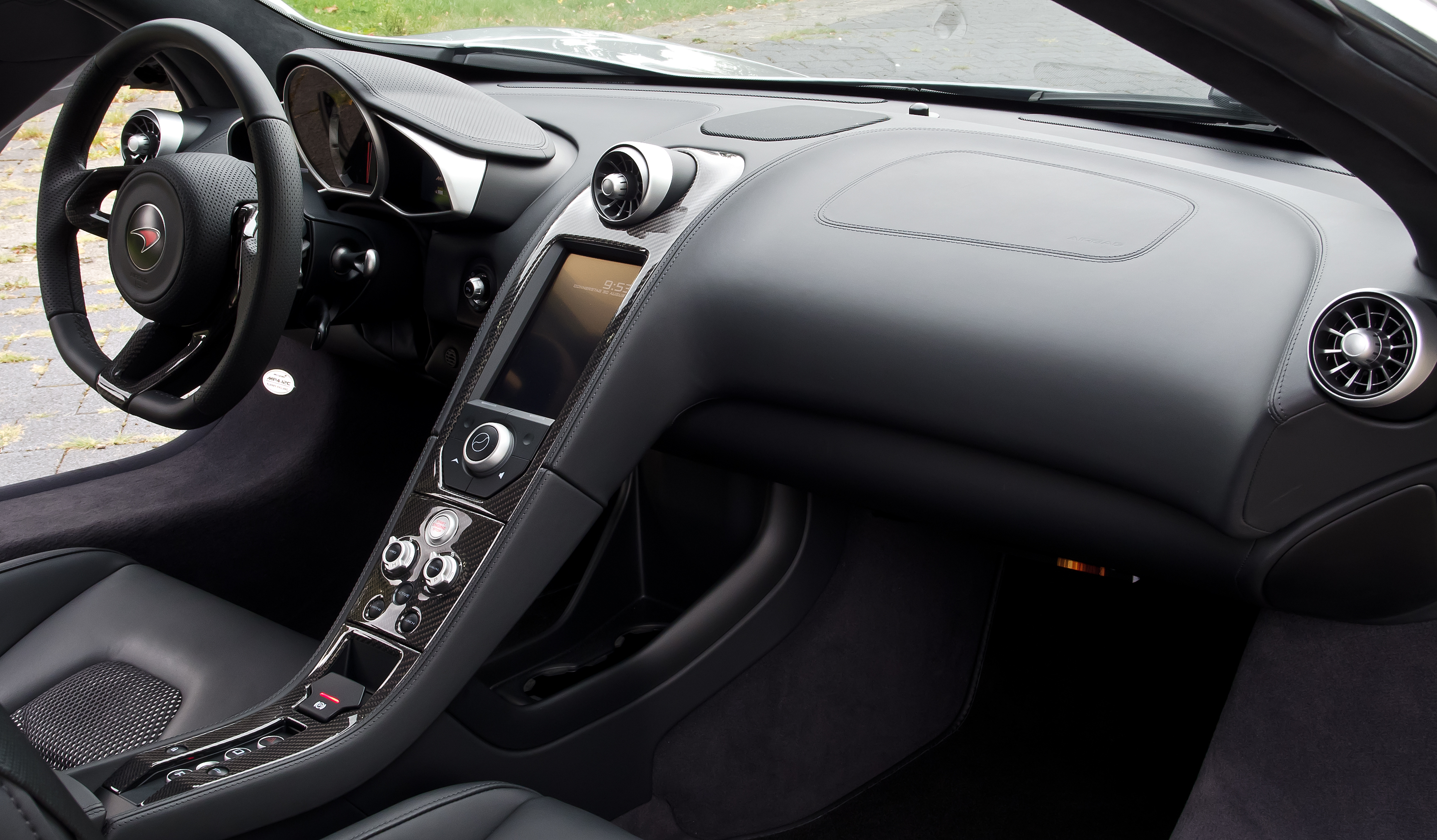
Innenraum

Der McLaren 12C, bis heute mehrheitlich MP4-12C genannt, ist ein von McLaren Automotive entworfener und gebauter Sportwagen mit CFK-Chassis-Struktur und 3,8-Liter-V8-Mittelmotor, der im Herbst 2009 erstmals gezeigt und ab 2011 ausgeliefert wurde.
Im November 2012 erhielt der Sportwagen den Titel Car of the Year sowie den Award als Best Supercar im Rahmen der Middle East Auto Awards verliehen.
Im Frühjahr 2013 wurde der MP4-12C zu 12C umbenannt, außerdem wurde die Leistung über eine verbesserte Motorsteuerung auf 460 kW/625 PS (vorher 447 kW/608 PS) angehoben.
Im April 2014 wurde der 12C als Mittelmotor-Sportwagen von McLaren Automotive durch den McLaren 650S abgelöst.

## Namensgebung
MP4 steht für „McLaren Project 4“. Der Name schlägt eine Brücke zum Formel-1-Team McLaren Racing, welches seit 1981 (Fusion von McLaren Racing mit Project 4) sämtliche Rennautos mit dem Präfix MP4 bezeichnet. Die Ziffer 12 ist eine Zahl auf dem internen Leistungsindex von McLaren, welcher sowohl die eigenen Fahrzeuge als auch diejenigen der Konkurrenz miteinbezieht. C steht für „Carbonfibre MonoCell“. Ende 2012 wurde die Bezeichnung von McLaren MP4-12C auf McLaren 12C verkürzt.

## Produktion
Der MP4-12C bzw. 12C ist eine komplette Eigenentwicklung von McLaren. Gefertigt wurden die meisten Komponenten allerdings bei Zulieferern außer Haus. Im hauseigenen MPC (McLaren Production Center) erfolgte nur noch die Endmontage. So entstand das Monocoque aus kohlenstofffaserverstärktem Kunststoff (CFK) bei der österreichischen Firma CarboTech, das Siebengang-Doppelkupplungsgetriebe kam vom italienischen Hersteller OC Oerlikon Graziano und der Motor von Ricardo.
Im April 2014 kündigte McLaren an, die Produktion des 12C nach etwa 3.500 gebauten Einheiten zugunsten des Modells 650S einzustellen.

## Technische Spezifikation

### Design
Das finale Design des Wagens wurde am 8. September 2009 präsentiert, wobei die Karosserie des Zweisitzers aerodynamischen Anforderungen folgt. Im Gegensatz zum dreisitzigen Supersportwagen McLaren F1 hat der 12C eine gewöhnliche Zweisitzer-Anordnung.

### Gewicht
Das Hauptaugenmerk bei der Konstruktion des Fahrzeuges wurde auf Gewichtsersparnis gelegt. Als Basis dient das sehr stabile und weniger als 80 kg schwere CFK-Chassis MonoCell. Die kompakte Bauweise, Karosseriepaneele aus dünnen faserverstärkten Pressteilen SMC, eine Leichtbauverbundbremsanlage mit hohem Aluminiumanteil – optional sind auch Keramikbremsscheiben erhältlich – und eine Verlegung der Kühler ins Heck (längs eingebaut, damit kürzer und leichter) helfen das Gewicht gering zu halten. Auch auf einen CD-Player wurde verzichtet, weil dieser zu schwer sei und ein leichter MP3-Player dieselben Dienste verrichten könne. Selbst das Fahrzeuglogo wurde auf dem Motorblock nicht als Emblem, sondern als Gravur (in das sowieso vorhandene Aluminium) eingearbeitet.

### MonoCell
CarboTech, ein rennsportorientierter Hersteller von Verbundwerkstoff-Bauteilen, hat mit McLaren eine Technologie entwickelt, mit der auch komplexe KFK-Strukturen (zum Beispiel mit Hohlräumen) in einem Stück gefertigt werden können. Die MonoCell hat eine Fertigungstoleranz von unter 0,5 Millimetern. Diese Sicherheitszelle bildet das Rückgrat des Sportwagens. CarboTech erhielt in diesem Zusammenhang den bisher weltgrößten Fertigungsauftrag für Monocoques. Jährlich sollten ca. 4.000 Stück produziert werden, bei einem Gesamtproduktionsvolumen von ca. 25.000 (für 12C und seine Derivate).
An diese Zelle ist im Heck ein Rahmen angeschraubt, der den kompakten 3,8-Liter-V8-Biturbomotor aufnimmt. Eine Crashbox bildet den Heckabschluss. Vorne sind die Windschutzscheibe und ebenfalls eine Crashbox angefügt. Alle Rahmenbauteile bestehen aus leichtem und sehr verwindungssteifem, stranggepresstem Aluminium. Sogar die Anbauteile wie Deckel und das Dach sind aus Alu, nur die Türen bestehen aus glasfaserverstärktem Kunststoff. Der 12C bringt damit weniger als 1.400 kg auf die Waage.

### Motor

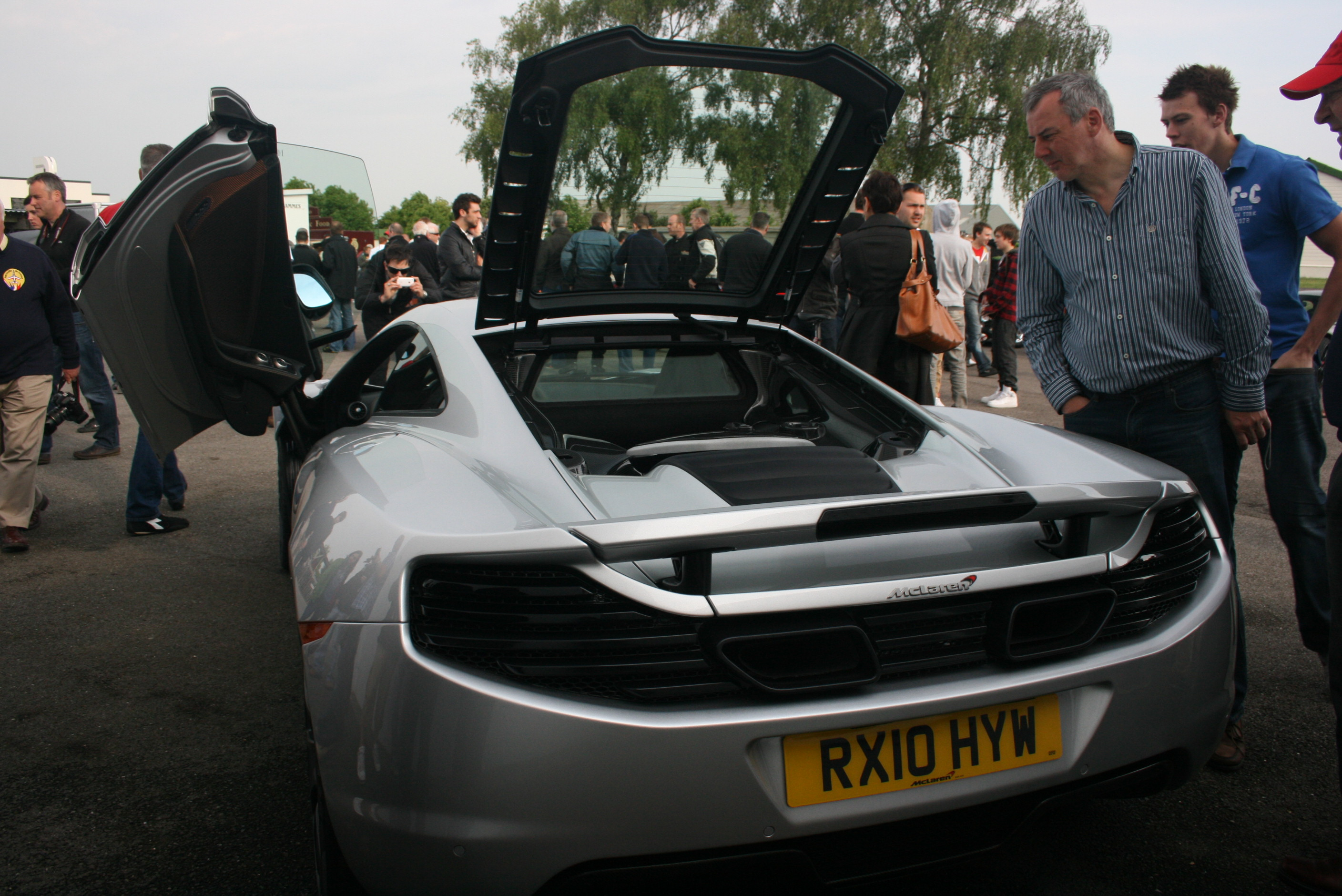
Der 3,8-Liter-V8-Biturbo-Mittelmotor ist gut sichtbar unter einer Glashaube eingebaut.

Der 12C wird von einem von McLaren entwickelten und bei Ricardo produzierten Biturbo-V8-Motor mit 3,8 Litern Hubraum angetrieben, der eine Leistung von 447 kW (608 PS) und ein maximales Drehmoment von 572 Nm erzeugt. Sein Zylinderbankwinkel beträgt 90 Grad. Mit dem Modelljahr 2013 wurde die Leistung über eine neu programmierte Motorsteuerung auf 460 kW (625 PS) erhöht. Besitzer bereits ausgelieferter Modelle konnten die Leistung ihrer Fahrzeuge kostenlos von McLaren anheben lassen. 80 Prozent des Drehmoments sollen schon ab einer Drehzahl von 2.000/min anliegen und die Maximaldrehzahl soll etwa 8.500/min betragen. Die Motoraufladung erfolgt über je einen Turbolader pro Zylinderbank. Die Kurbelwelle wurde nicht wie beim typischen „amerikanischen“ V8-Motor in Crossplane-Auslegung, sondern als Flat-plane-Kurbelwelle ausgeführt, wodurch der Motor mit weniger Ausgleichsgewichten und damit leichter gebaut werden konnte. McLaren gibt an, dass der Motor ein besseres Verhältnis von Leistung zu CO₂-Emission habe als alle anderen zu dem Zeitpunkt verfügbaren Verbrennungsmotoren. Der Motorcode lautet M838T.

### Getriebe
Die Kraftübertragung erfolgt über ein von OC Oerlikon Graziano geliefertes 7-Gang-Doppelkupplungsgetriebe. Es nutzt eine „Pre-Cog“ genannte Technik, bei der der Fahrer den nächsten Gang vorwählen kann. Die Schaltwippen lassen sich dafür mit geringer Kraft vorspannen. Das ermöglicht schnellere Gangwechsel.

### Bremsen und Räder
Der 12C nutzte Technologien aus der damaligen Formel 1, zum Beispiel das sogenannte „brake steer“, bei der das kurveninnere Hinterrad bei hohen Kurvengeschwindigkeiten abgebremst wird, um das Untersteuern des Fahrzeugs zu reduzieren. Aktive Karosserieelemente optimieren die Aerodynamik, eine Luftbremse leistet zusätzliche Verzögerungsarbeit. Die Schmiederäder messen 19 Zoll an der Vorderachse und 20 Zoll hinten.

## Technische Daten
|                                             | MP4-12C                        | MP4-12C                        | MP4-12C Spider                 |
| Bauzeitraum                                 | 01/2011–03/2013                | 03/2013–04/2014                | 03/2013–04/2014                |
| Motorkenndaten                              |                                |                                |                                |
| Motortyp                                    | V8-Ottomotor                   | V8-Ottomotor                   | V8-Ottomotor                   |
| Einbaulage                                  | Hinten mittig längs            | Hinten mittig längs            | Hinten mittig längs            |
| Motoraufladung                              | Biturbo                        | Biturbo                        | Biturbo                        |
| Ventile/Nockenwellen                        | 4 pro Zylinder/4               | 4 pro Zylinder/4               | 4 pro Zylinder/4               |
| Hubraum                                     | 3799 cm³                       | 3799 cm³                       | 3799 cm³                       |
| Bohrung × Hub                               | 93,0 × 69,9 mm                 | 93,0 × 69,9 mm                 | 93,0 × 69,9 mm                 |
| Verdichtung                                 | 8,7:1                          | 8,7:1                          | 8,7:1                          |
| max. Leistung bei min−1                     | 447 kW (608 PS) / 7500         | 460 kW (625 PS) / 7500         | 460 kW (625 PS) / 7500         |
| max. Drehmoment bei min−1                   | 572 Nm / 3000–7000             | 600 Nm / 3000–7000             | 600 Nm / 3000–7000             |
| Kraftübertragung                            |                                |                                |                                |
| Antrieb                                     | Hinterradantrieb               | Hinterradantrieb               | Hinterradantrieb               |
| Getriebe, serienmäßig                       | 7-Gang-Doppelkupplungsgetriebe | 7-Gang-Doppelkupplungsgetriebe | 7-Gang-Doppelkupplungsgetriebe |
| Messwerte                                   |                                |                                |                                |
| Beschleunigung, 0–100 km/h                  | 3,3 s                          | 3,1 s                          | 3,3 s                          |
| Höchstgeschwindigkeit                       | 330 km/h                       | 333 km/h                       | 330 km/h                       |
| Leergewicht                                 | 1434 kg                        | 1434 kg                        | 1474 kg                        |
| Verbrauch und Emissionen                    |                                |                                |                                |
| Kraftstoffverbrauch auf 100 km (kombiniert) | 11,7 l Super Plus              | 11,7 l Super Plus              | 11,7 l Super Plus              |
| CO2-Emissionen (kombiniert)                 | 275 g/km                       | 275 g/km                       | 275 g/km                       |
| Abgasnorm                                   | Euro 5                         | Euro 5                         | Euro 5                         |

## Zulassungszahlen
In der Schweiz und Liechtenstein wurden insgesamt 58 McLaren MP4-12C Coupé neu zugelassen, zudem 28 McLaren MP4-12C Spider.

## Ableger des MP4-12C

### MP4-12C Spider
Neben dem zweitürigen Coupé wurde der 12C auch als Spider-Version mit elektrisch versenkbarem Hardtop aus KFK angeboten. Bei geschlossenem Dach kann der Verdeckkasten als zusätzlicher Stauraum mit 52 Litern Volumen genutzt werden. Ein passendes Taschenset wurde von McLaren mitgeliefert.

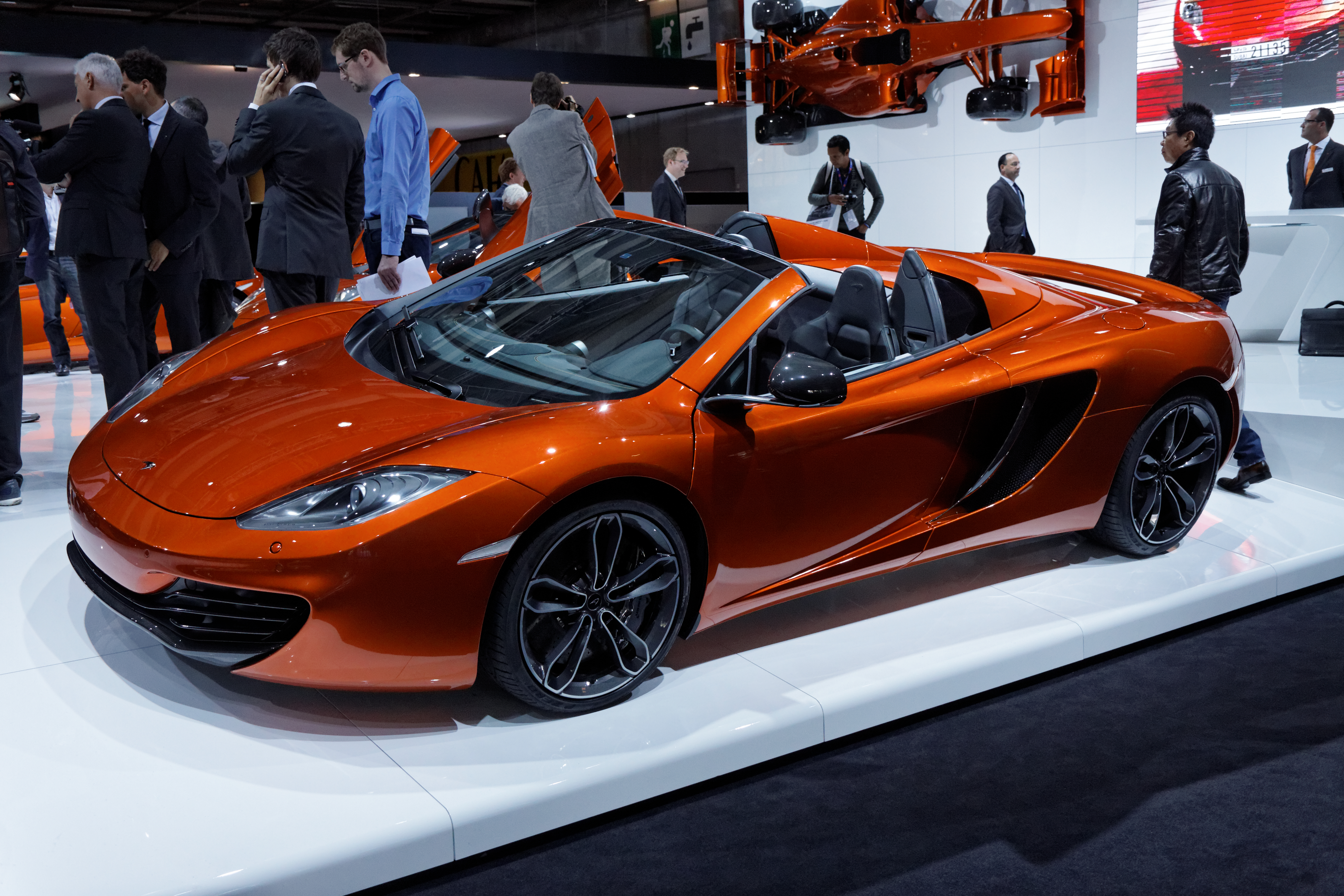
MP4-12C Spider (Frontansicht)
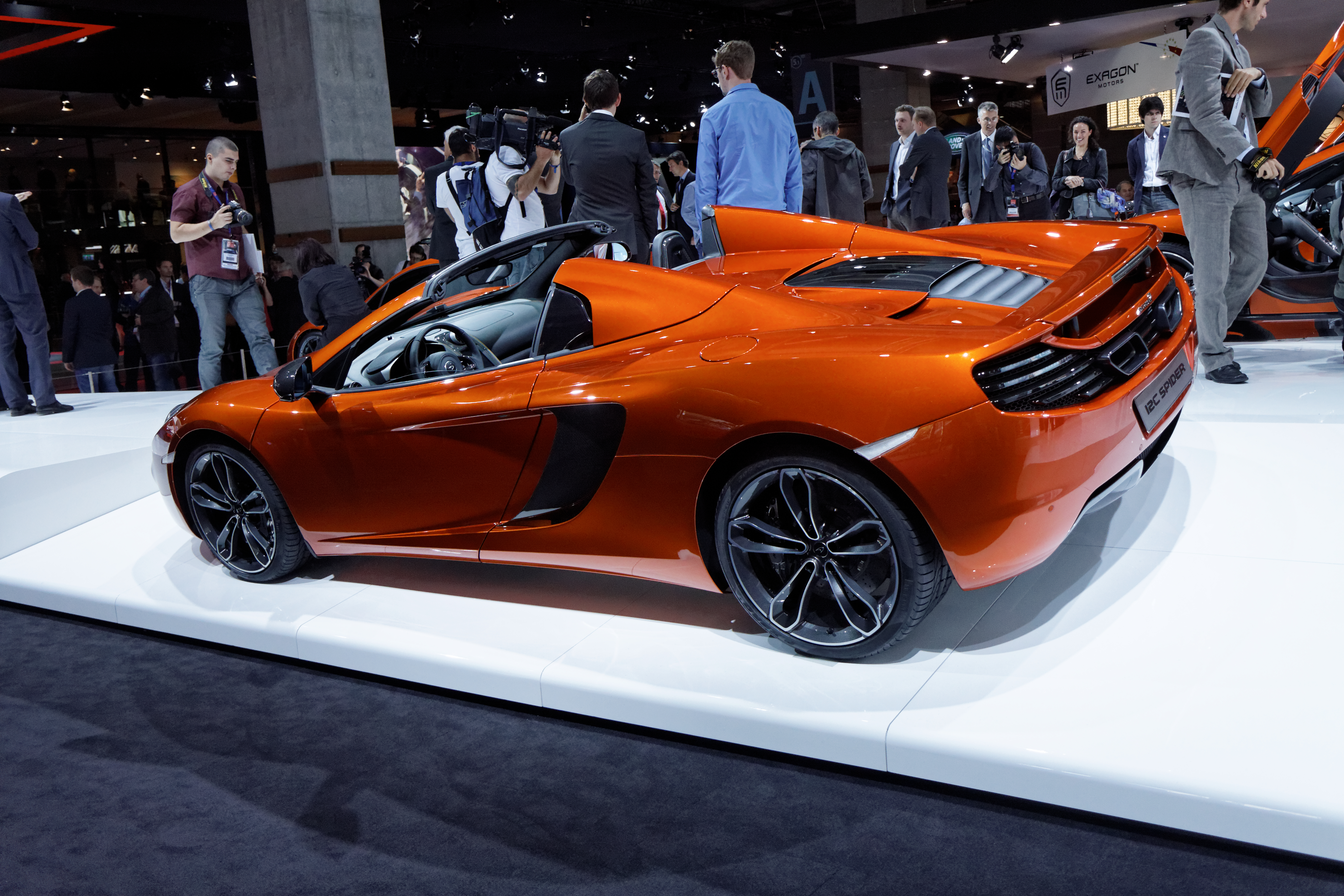
MP4-12C Spider (Heckansicht)

### MP4-12C Can Am
Der McLaren 12C Can Am ist eine auf 30 Stück limitierte Sonderserie ohne Straßenzulassung. Die Leistung wurde auf 470 kW (639 PS) angehoben und das Gewicht im Vergleich zum Serienmodell um ca. 100 kg gesenkt. Die Technik (Frontsplitter, großer Heckflügel, Rennfahrwerk und -bremsen) sowie Ausstattung (Überrollkäfig, Rennschalensitze, Rennlenkrad usw.) kam dem späteren GT3-Modell bereits sehr nahe. Der Preis lag bei ca. 470.000 Euro.

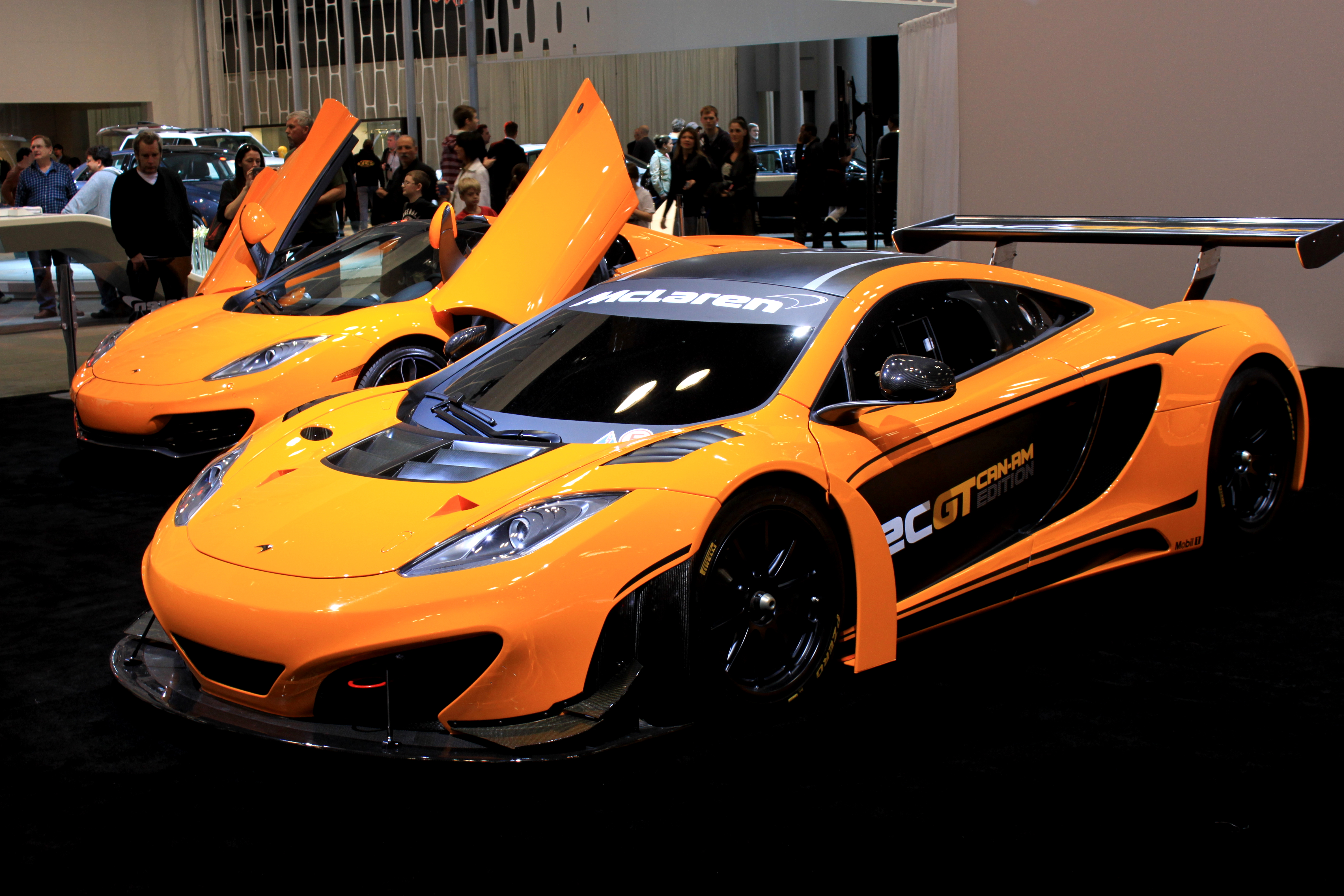
MP4-12C Can Am (Frontansicht)

### MP4-12C GT3
Auf Basis des MP4-12C entwickelte McLaren den MP4-12C GT3, der ausschließlich für die Rennstrecke konstruiert und für die GT3-Rennklasse homologiert wurde.

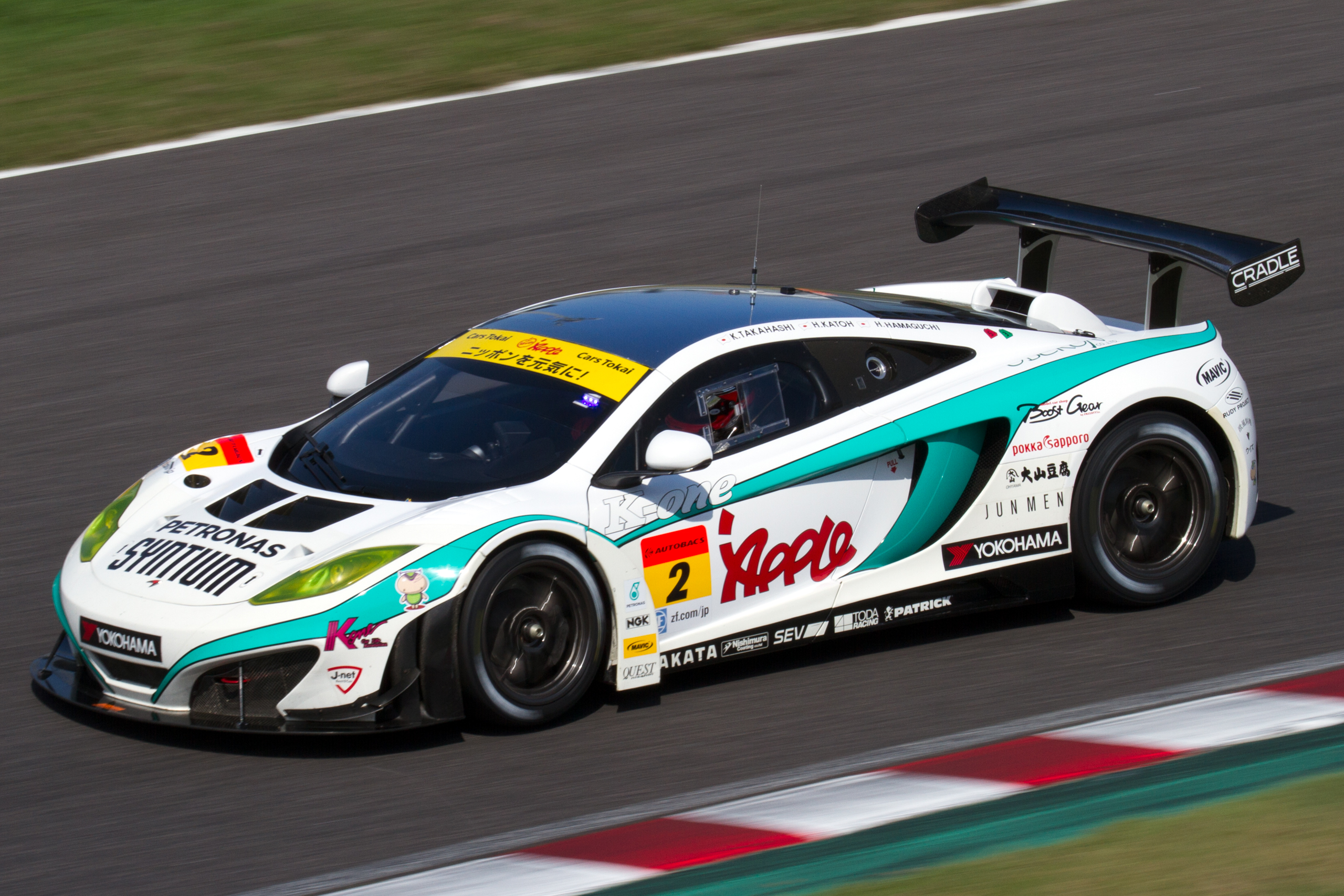
MP4-12C GT3 (Frontansicht)
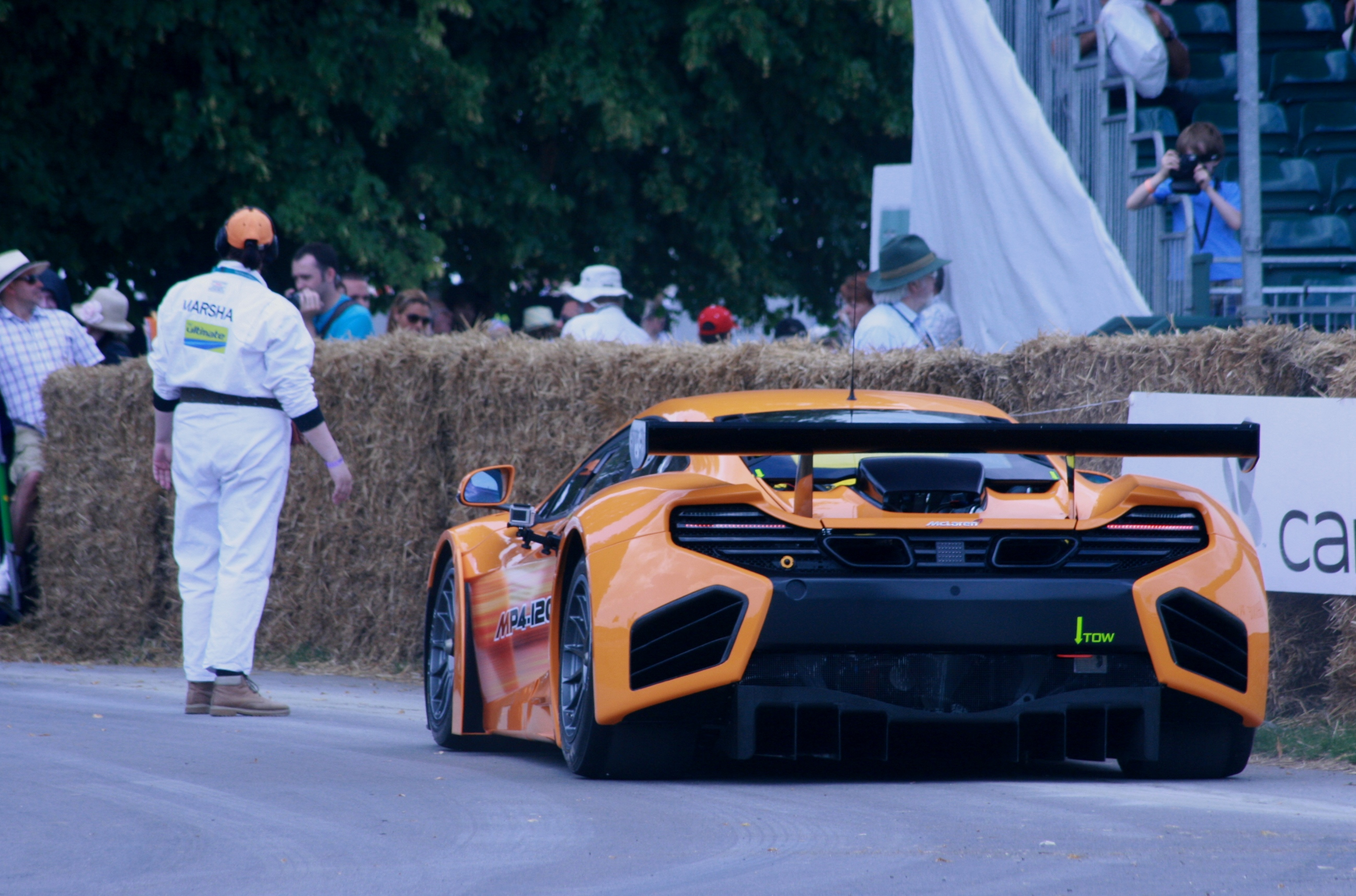
MP4-12C GT3 (Heckansicht)

## Positionierung am Markt
Der Verkaufspreis in Deutschland betrug für das Coupé rund 200.000 Euro und für den Spider rund 230.000 Euro. Dementsprechend sind die direkten Konkurrenten des 12C der Aston Martin DB9, Ferrari 458 Italia, Lamborghini Gallardo und der Porsche 911 GT3. Selbst mit wesentlich teureren Supersportwagen sollen die Fahrleistungen des 12C mithalten können.
Die ersten Sportwagen wurden im August 2011 an die Kunden ausgeliefert. Der Mittelmotor-Sportwagen war das erste von vier geplanten Serienmodellen, die jährlich 4.000 Einheiten ausmachen sollten. Die Technologie des MP4-12C, von dem jährlich maximal 1.500 Einheiten geplant waren, wurde auch bei anderen Modellen verwendet, z. B. dem 650S.